# André Juillard

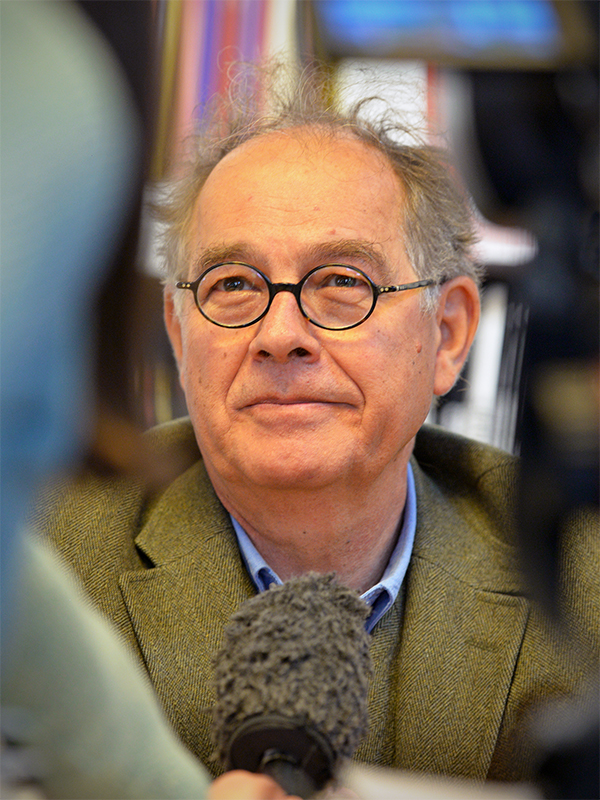
André Juillard (2014)

André Juillard (* 9. Juni 1948 in Paris; † 31. Juli 2024) war ein französischer Comiczeichner und Illustrator, der mit historischen Comics bekannt wurde.

## Werdegang
Nach einem Studium an der École des Arts décoratifs in Paris begann Juillard 1974 seine Laufbahn bei der Zeitschrift Formule 1, für die er nach einem Szenario von Claude Verrien die Western-Geschichte La Longue Piste de Loup Gris zeichnete. Es folgte eine Adaption von Romeo und Julia für das Magazin Djin. Seine erste Serie um den Ritter Bohémond de Saint-Gilles veröffentlichte Formule 1 ab 1976. Der Text stammte wieder von Claude Verrien. Gleichzeitig arbeitete er für Djin an den Serien Isabelle Fantouri und Les Cathares.
Für das Magazin Pif Gadget erstellte er einige Kurzgeschichten mit Jean Ollivier und Patrick Cothias. Mit Letzterem entwickelte er ab 1980 die Serie Masquerouge (dt. Der Rote Falke), eine Serie von zunächst 16 Kurzgeschichten um einen maskierten Degenfechter im Paris der 1620er Jahre. Als die Redaktion von Pif Gadget im Zuge einer Neuorientierung des Magazins 1982 Masquerouge absetzte, griffen Cothias und Juillard den Stoff auf und schufen daraus die in der Zeit des französischen Königs Heinrich IV. spielende Serie Les Sept Vies de l’Épervier (dt. Die 7 Leben des Falken) als eine Art Prequel für ein erwachseneres Publikum. Ab 1983 arbeitete er gemeinsam mit Jacques Martin an Arno, das zur Zeit Napoleons spielt. Neben den Serien schuf Juillard auch etliche Einzelwerke, illustrierte Bücher und Titelseiten, Postkarten und Poster.
Das Album Le Cahier Bleu (dt. Das blaue Tagebuch) zeichnete er 1993 nach einem eigenen Szenario, ebenso auch den Folgeband Après la pluie (Nach dem Regen) 1998.
Bereits 1987 wurde ihm von der Fondation Edgar P. Jacobs die Fortsetzung der Geschichte Die drei Formeln des Professor Sato angeboten. Er lehnte ab, da er sich nicht für ein solches Vorhaben bereit fühlte. Zu einer Annäherung an Blake und Mortimer kam es 1998 in L’Aventure immobile, dem ersten Band der Reihe La Dernier Chapitre, der von Didier Convard geschrieben wurde und der die Rückkehr der gealterten Titelhelden nach Ägypten, dem Schauplatz ihres zweiten Abenteuers, schildert. Im gleichen Jahr entschied Dargaud, dass ein zweites Team gebildet wird, um eine konstantere Veröffentlichung der 1996 erfolgreich neu gestarteten Serie um die Abenteurer Francis Blake und Philip Mortimer zu gewährleisten. Juillard bewarb sich und erhielt den Zuschlag. Mit dem Vorabdruck von Die Voronov-Intrige (1999) begann die Zusammenarbeit mit dem Texter Yves Sente. Danach kam der Doppelband Die Sarkophage des 6. Kontinents (2003–2004) heraus, dem die indirekte Fortsetzung Das Heiligtum von Gondwana (2008) folgte. Weitere Alben erschienen unter dem Titel  Das Gelübde der fünf Lords (2012), Der Stab des Plutarch (2014) und Das Testament des William S. (2016). Seine letzte Arbeit für diese Serie ist der Band Signé Olrik (Gezeichnet: Olrik), dessen Vorabdruck postum am 7. September 2024 in der bretonischen Tageszeitung Le Télégramme startete. Die Erstveröffentlichung des Albums erfolgte am 31. Oktober 2024, die deutsche Veröffentlichung am 27. Mai 2025.
Ende Juli 2024 starb Juillard im Alter von 76 Jahren.

## Werke (Auswahl)
- Bohémond de Saint-Gilles (1976–1980)
- Les Cathares (1978)
- Der rote Falke (1980–1982)
- Die 7 Leben des Falken (1983–1991)
- Arno (1983–1987)
- Goldfieber (1987)
- Das blaue Tagebuch (1993–1994)
- Wie eine Feder im Wind (1995–2002)
- Nach dem Regen (1998)
- Blake und Mortimer (1999–2024)
- 36 Ansichten des Eiffelturms (2003)
- Lena (2006–2020)
- Mezek (2011)
- Die 7 Leben des Falken, 3. Zyklus (2014–2021)
- Doppel 7 (2018)

## Auszeichnungen
- Für Das blaue Tagebuch erhielt Juillard 1995 den Prix du meilleur album auf dem Internationalen Comicfestival in Angoulême. 1996 folgte der Grand Prix de la Ville d’Angoulême.
- 2000 erhielt der Comic La maquinación Voronov den Haxtur-Award als Best Short Comic Strip auf dem Salón Internacional del Cómic del Principado de Asturias in Spanien.
- 36 Ansichten des Eiffelturms, ein Bildband, in dem Juillard die gleichnamige Bildreihe von Henri Rivière aus dem Jahr 1902 wiederholt, erhielt 2004 auf dem Comic-Salon Erlangen im Rahmen des Max-und-Moritz-Preises den Spezialpreis der Jury.